# Ella Returns to Berlin
Ella Returns to Berlin (с англ. — «Элла возвращается в Берлин») — концертный альбом американской джазовой певицы Эллы Фицджеральд, записанный во время её выступления в Берлине 11 февраля 1961 года. Диск был выпущен лишь через 30 лет, в 1991 году на лейбле Verve Records в формате CD под номером Verve-PolyGram 837 758-2.

## Список композиций
| №                   | Название                                                                           | Текст песни          | Музыка                      | Длительность |
| ------------------- | ---------------------------------------------------------------------------------- | -------------------- | --------------------------- | ------------ |
| 1.                  | Без названия (Introductions and Announcements)                                     |                      |                             | 1:20         |
| 2.                  | «Give Me the Simple Life»                                                          | Руби Блум            | Руби Блум                   | 2:03         |
| 3.                  | «Take the "A" Train»                                                               | Билли Стрэйхорн      | Билли Стрэйхорн             | 3:46         |
| 4.                  | «(I’d Like to Get You on a) Slow Boat to China»                                    | Фрэнк Лоссер         | Фрэнк Лоссер                | 2:21         |
| 5.                  | «Why Was I Born?/Can’t Help Lovin’ Dat Man/People Will Say We’re in Love» (Medley) | Оскар Хаммерстайн II | Ричард Роджерс, Джером Керн | 5:37         |
| 6.                  | Без названия (Introduction)                                                        |                      |                             | 0:11         |
| 7.                  | «You’re Driving Me Crazy»                                                          | Уолтер Дональдсон    | Уолтер Дональдсон           | 3:24         |
| 8.                  | «Rock It for Me»                                                                   | Сью Вернер           | Кей Вернер                  | 3:24         |
| 9.                  | «Witchcraft»                                                                       | Кэролайн Лей         | Сай Коулмэн                 | 2:55         |
| 10.                 | «Anything Goes»                                                                    | Коул Портер          | Коул Портер                 | 2:34         |
| 11.                 | «Cheek to Cheek»                                                                   | Ирвинг Берлин        | Ирвинг Берлин               | 3:41         |
| 12.                 | «Misty»                                                                            | Джимми Бёрк          | Эрролл Гарнер               | 2:57         |
| 13.                 | «Caravan»                                                                          | Ирвинг Миллс         | Дюк Эллингтон, Хуан Тизол   | 2:02         |
| 14.                 | «(If You Can’t Sing It) You’ll Have to Swing It (Mr. Paganini)»                    | Сэм Кослоу           | Сэм Кослоу                  | 4:45         |
| 15.                 | «Mack the Knife»                                                                   | Бертольт Брехт       | Курт Вайль                  | 3:30         |
| 16.                 | Без названия (Fanfare for Ella)                                                    |                      |                             | 0:22         |
| 17.                 | «’Round Midnight»                                                                  | Берни Ханиген        | Телониус Монк, Кути Уильямс | 3:31         |
| 18.                 | «Joe Williams’ Blues»                                                              | Элла Фицджеральд     | Элла Фицджеральд            | 5:27         |
| 19.                 | Без названия (Fanfare for Ella)                                                    |                      |                             | 0:53         |
| 20.                 | «This Can’t Be Love»                                                               | Лоренц Харт          | Ричард Роджерс              | 4:30         |
| 21.                 | Без названия (Closing Announcements by Norman Granz)                               |                      |                             | 0:54         |
| Общая длительность: | Общая длительность:                                                                | Общая длительность:  | Общая длительность:         | 60:57        |

## Участники записи
- Элла Фицджеральд — вокал.
- Лу Леви — фортепиано.
- Уилфред Мидлбрукс — бас-гитара.
- Гас Джонсон — барабаны.
- Херб Эллис — гитара.

Трек 20:
- Оскар Питерсон — фортепиано.
- Рэй Браун — контрабас.
- Эд Тигпен — барабаны.